# Molochio

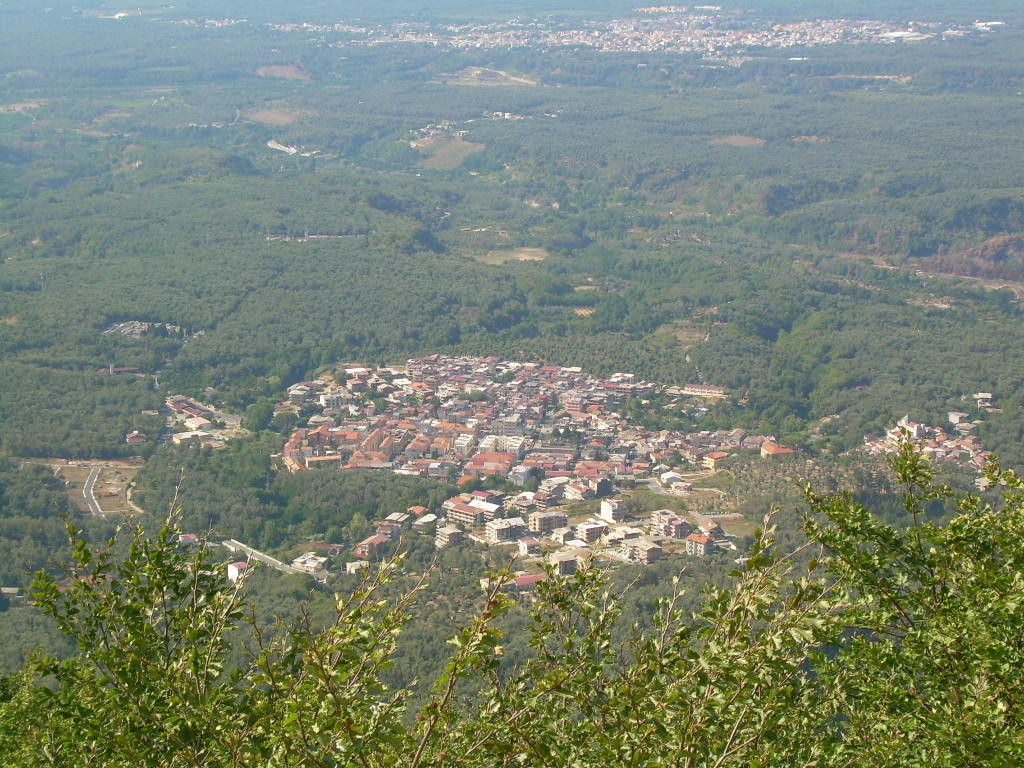
Molochio

Molochio ist eine italienische Stadt in der Metropolitanstadt Reggio Calabria in Kalabrien mit 2199 Einwohnern (Stand 31. Dezember 2023).

## Lage und Daten
Molochio di Porto Salvo liegt 73 km nordöstlich von Reggio Calabria an einem nördlichen Hang des Aspromonte. Die Nachbargemeinden sind Ciminà, Cittanova, Taurianova, Terranova Sappo Minulio, Varapodio.
Der Ort ist ein Zentrum für Tourismus und ein Feriendorf.